# August Ferdinand Möbius
August Ferdinand Möbius (Schulpforta, 17 de novembro de 1790 - Leipzig, 26 de setembro de 1868) foi um matemático e astrónomo alemão. A ele se devem a fita de Möbius, a função de Möbius, as transformações de Möbius, a fórmula de inversão de Möbius e a rede de Möbius.

## Biografia
Möbius nasceu em Schulpforta, uma comunidade escolar na Saxónia, onde seu pai Johann Heinrich Möbius (1742-1792) ensinava dança. Sua mãe Johanna Katharine Christiane (1756-1820) era descendente de Martinho Lutero de sétima geração. Em 1809 Möbius entrou na Universidade de Leipzig no curso de direito, aconselhado pela sua família. Seis meses depois dirigiu os seus estudos para a matemática, física e astronomia. O professor de astronomia de Möbius era Karl Mollweide, o criador da projecção de Mollweide, que teve uma profunda influência sobre Möbius, que o veio a suceder em 1816, mantendo a reputação matemática e astronómica da universidade que incluía nomes como Regiomontanus, Gottfried Wilhelm Leibniz e Abraham Gotthelf Kästner. Em 1813 Möbius mudou-se para Göttingen, a fim de estudar astronomia com Gauss, indo no ano seguinte para Halle, onde trabalhou com Johann Friedrich Pfaff, o orientador de Gauss. Pfaff veio também a orientar Möbius, que se doutorou em 1815 com a tese De computandis occultationibus fixarum per planetas. Nesse mesmo ano Möbius escreveu sua habilitação sobre equações trigonométricas. Em 1816 o exército da Prússia tentou recrutá-lo, no prosseguimento da vitória na batalha de Leipzig que a Prússia teve sobre a aliança entre a França e a Saxónia. Möbius, sendo saxão, recusava esta ideia e acabou por ser dispensado do serviço militar. No congresso de Viena, o reino da Saxónia foi restabelecido, embora com um território menor. Leipzig manteve-se sob controlo saxão e Möbius, depois de conseguir o lugar na universidade, manteve-se nesta cidade durante toda a sua vida.
A sua carreira como docente não foi fácil. Na época, os professores da sua categoria cobravam uma taxa aos alunos pelas aulas que leccionavam. A fraca afluência às suas aulas obrigavam-no por vezes a anunciar a respectiva gratuitidade. Möbius apenas conseguiu obter a cátedra de astronomia em 1844 e quatro anos mais tarde tornou-se o director do observatório astronómico de Leipzig. Möbius faleceu em 1868, depois de mais de 50 anos como professor.

## Descendência
Möbius casou-se em 1820 com Dorothea Rothe (1790-1859), filha de um cirurgião, de quem teve três filhos August (1821-1890), Emilie (1822-1897) e Paul (1825-1889). Este último teve 5 filhos, um dos quais foi Paul Julius Möbius (1853-1907), um neurologista conhecido pela sua investigação no sindroma de Möbius. Paul Möbius trabalhou também em frenologia, tentando estabelecer uma relação entre a forma do crânio e a capacidade matemática. Para este estudo, Paul baseou-se no crânio do próprio avô, que conseguiu recuperar do cemitério de Leipzig.

## A faixa de Möbius

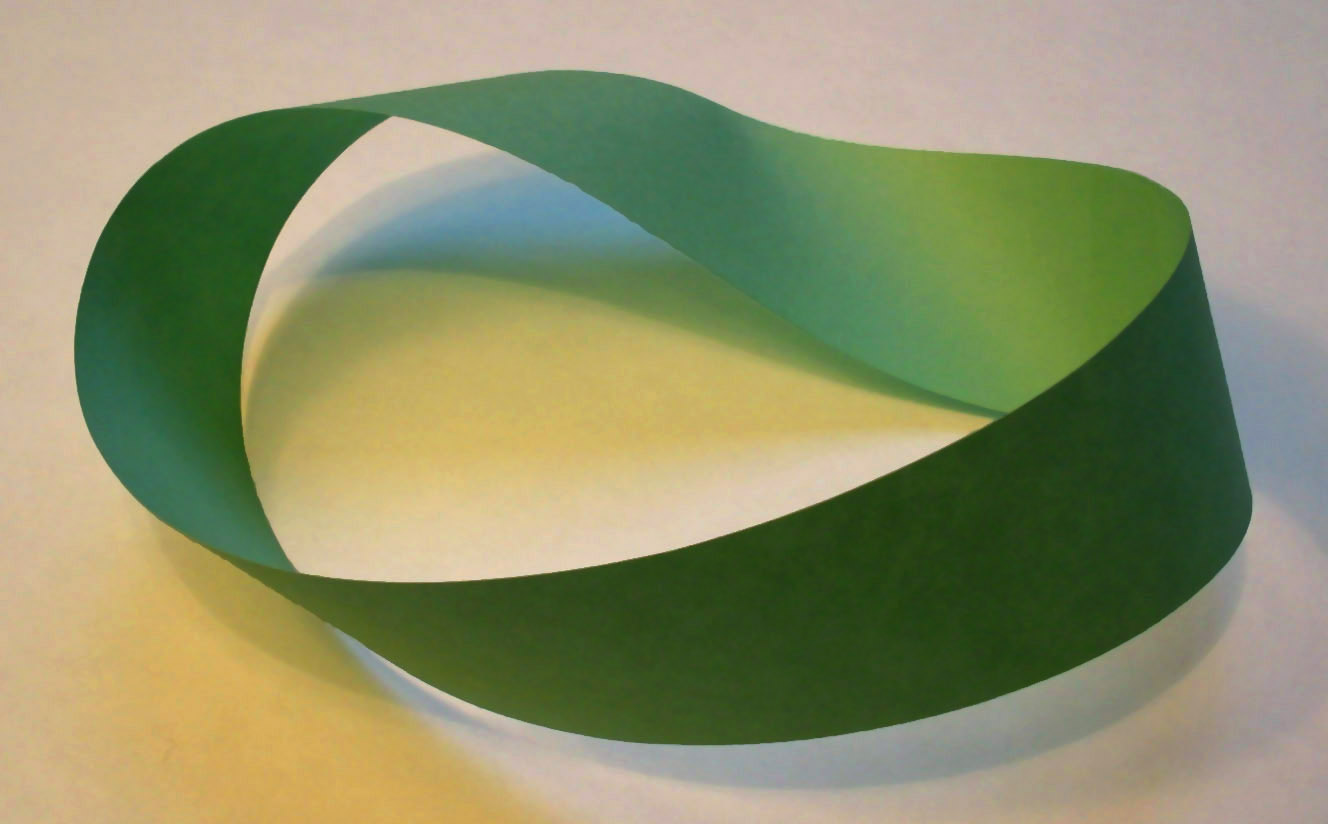
Uma faixa de Möbius.

Seu trabalho mais conhecido é provavelmente a faixa de Möbius, que aparece frequentemente na cultura popular. 

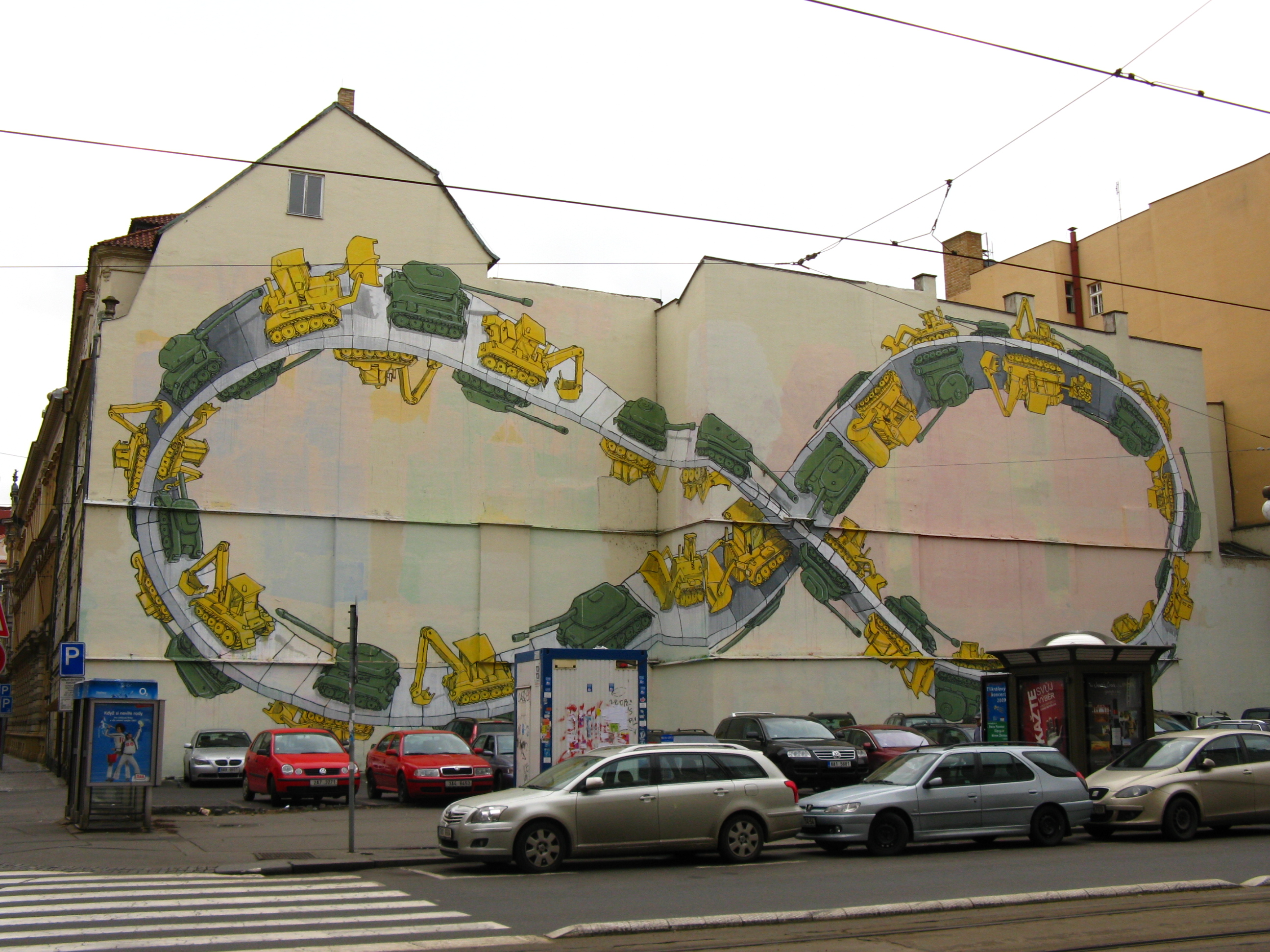
Aplicação da faixa de Möbius em pintura mural (Praga).

A faixa de Möbius é o objecto obtido pela colagem das duas extremidades de uma fita, após dar meia volta numa delas.
Möbius estudou este objecto em 1858 tendo em vista a obtenção de um prémio da Academia de Paris sobre a teoria geométrica dos poliedros. Johann Benedict Listing já havia trabalhado sobre o mesmo objecto alguns meses antes.
Möbius e Listing estão entre os fundadores da topologia, termo que foi introduzido pelo último em 1847.

## Outros trabalhos
No Möbius foi o primeiro matemático a introduzir coordenadas homogéneas na geometria projectiva. Também importante nesta área da matemática foi a sua construção, hoje chamada rede de Möbius, que relaciona a geometria projectiva com a perspectiva. Trabalhou sobre o problema das cinco cores, uma questão relacionada com o problema das quatro cores, embora muito mais simples. Isto evidencia, mais uma vez, o interesse de Möbius por problemas topológicos. Dedicou-se ainda à teoria dos números, onde introduziu a função de Möbius e a fórmula de inversão de Möbius. Na astronomia estudou a ocultação dos planetas e mecânica celeste. Möbius publicou a maior parte dos seus trabalhos no Journal für die reine und angewandte Mathematik, ou Jornal de Crelle, fundado em 1826.

## Publicações selecionadas
- De computandis occultationibus fixarum per planetas, 1815
- De peculiaribus quibusdam aequationum trigonometricarum affectionibus disquisitio analytica, 1815
- Der Barycentrische Calcul : ein neues Hülfsmittel zur analytischen Behandlung der Geometrie, 1827
- Von den metrischen Relationen im Gebiete der Lineal-Geometrie, 1829
- Über eine besondere Art von Umkehrung der Reihen, 1831
- Die Hauptsätze der Astronomie, 1836
- Lehrbuch der Statik, 1837
- Die Elemente der Mechanik des Himmels, 1843
- Die Grassmann'sche Lehre von Punctgrössen und den davon abhängenden Grössenformen, 1847
- Über die Grundformen der Linien der dritten Ordnung, 1852
- Die Theoric der Kreisverwandtschaft in rein geometrischer Darstellung, 1855
- Über die Bestimmung des Inhaltes eines Polyëders, 1865